# Dammsugare
Il dammsugare (lett. "aspirapolvere"), o punschrulle (lett. "rotolo al punsch"), è un dolce tradizionale svedese. È costituito da un cilindretto allungato e appiattito di un impasto di biscotti sbriciolati, burro, cacao e punsch, rivestito di marzapane verde, le cui estremità sono infine intinte nel cioccolato. È noto come dammsugare ("aspirapolvere") perché in origine l'impasto veniva preparato da quanto rimaneva "pulendo la cucina", ovvero utilizzando le briciole di biscotti del giorno prima.
Altri nomi di questo dolce sono arraksrulle (rotolo all'arrak) e 150-ohmare (per via della colorazione marrone-verde-marrone, che ricorda quella di un resistore da 150 Ohm).
Il 7 marzo in Svezia ricorre il punschrullens dag (lett. "giorno del punschrulle").

## Varianti
Una variante danese di questo dolce è chiamata træstamme (lett. "tronco d'albero"), solitamente non è colorata di verde e non contiene liquore nel ripieno. Una variante olandese è il mergpijpje, che ha forma e consistenza simili ma differisce per il ripieno, tipicamente pound cake insieme con crema (o talvolta insieme a marmellata), e per il rivestimento di marzapane giallo invece che verde.

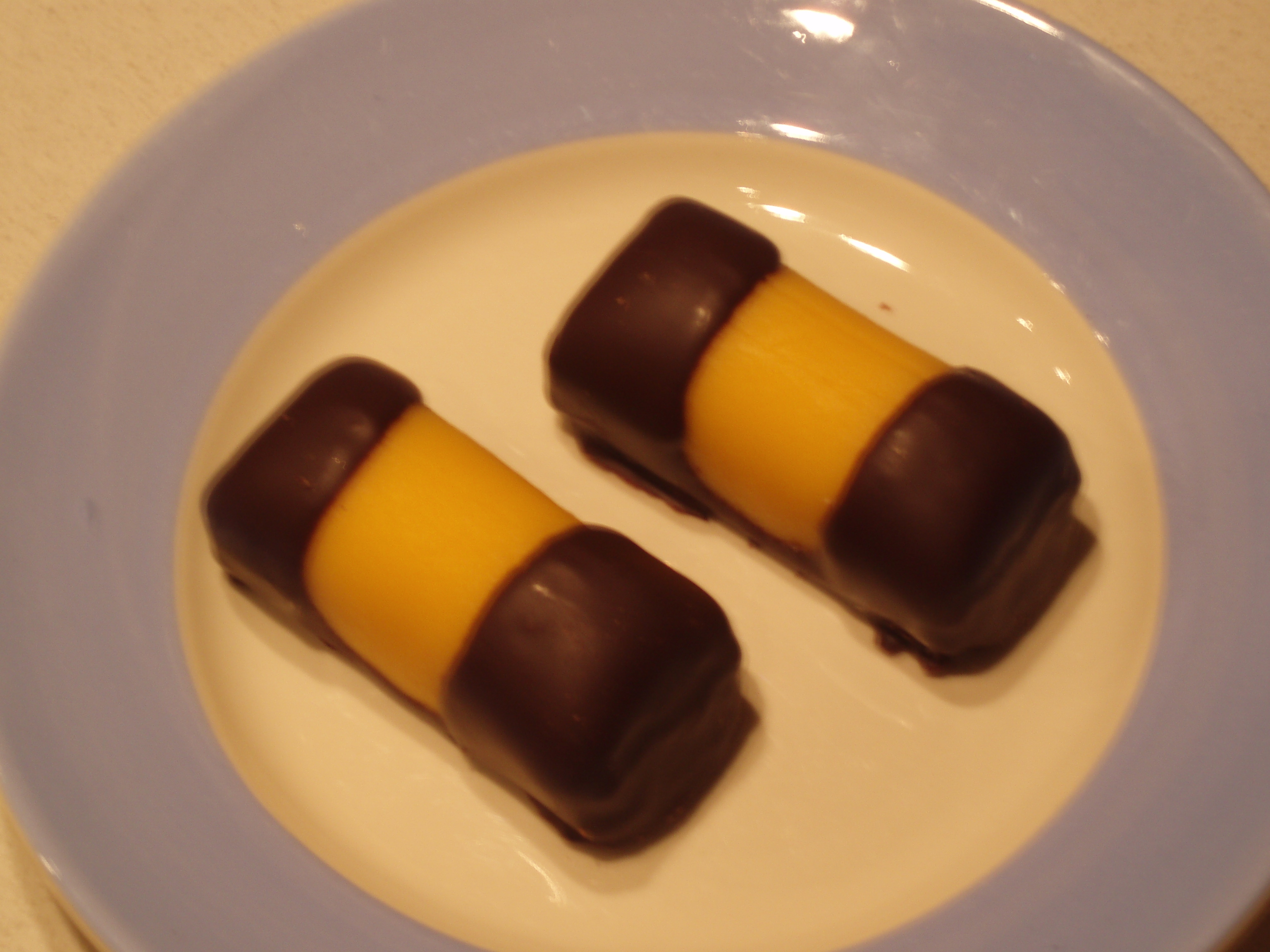
Mergpijpje, variante olandese del dammsugare
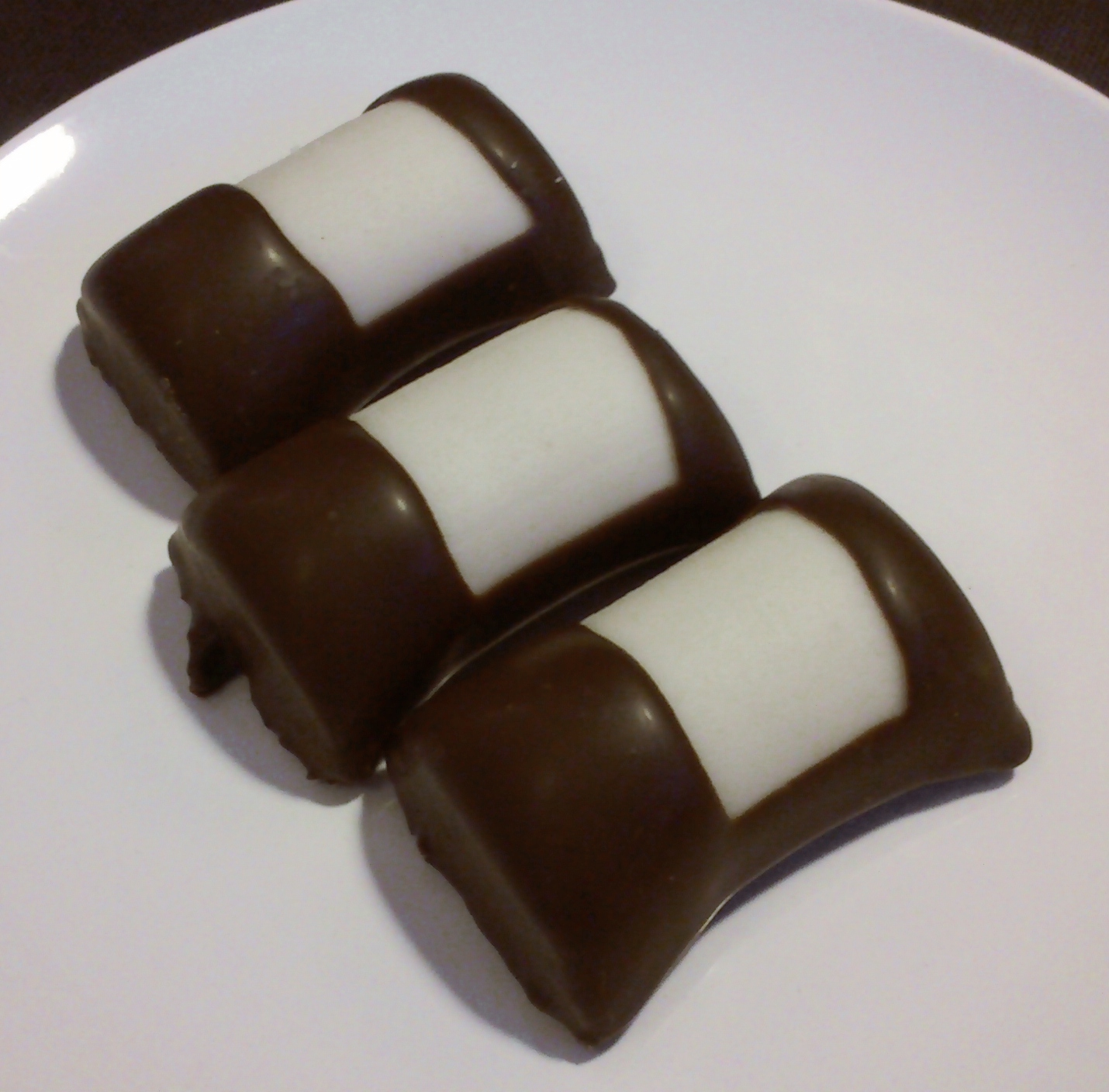
Træstamme, variante danese del dammsugare
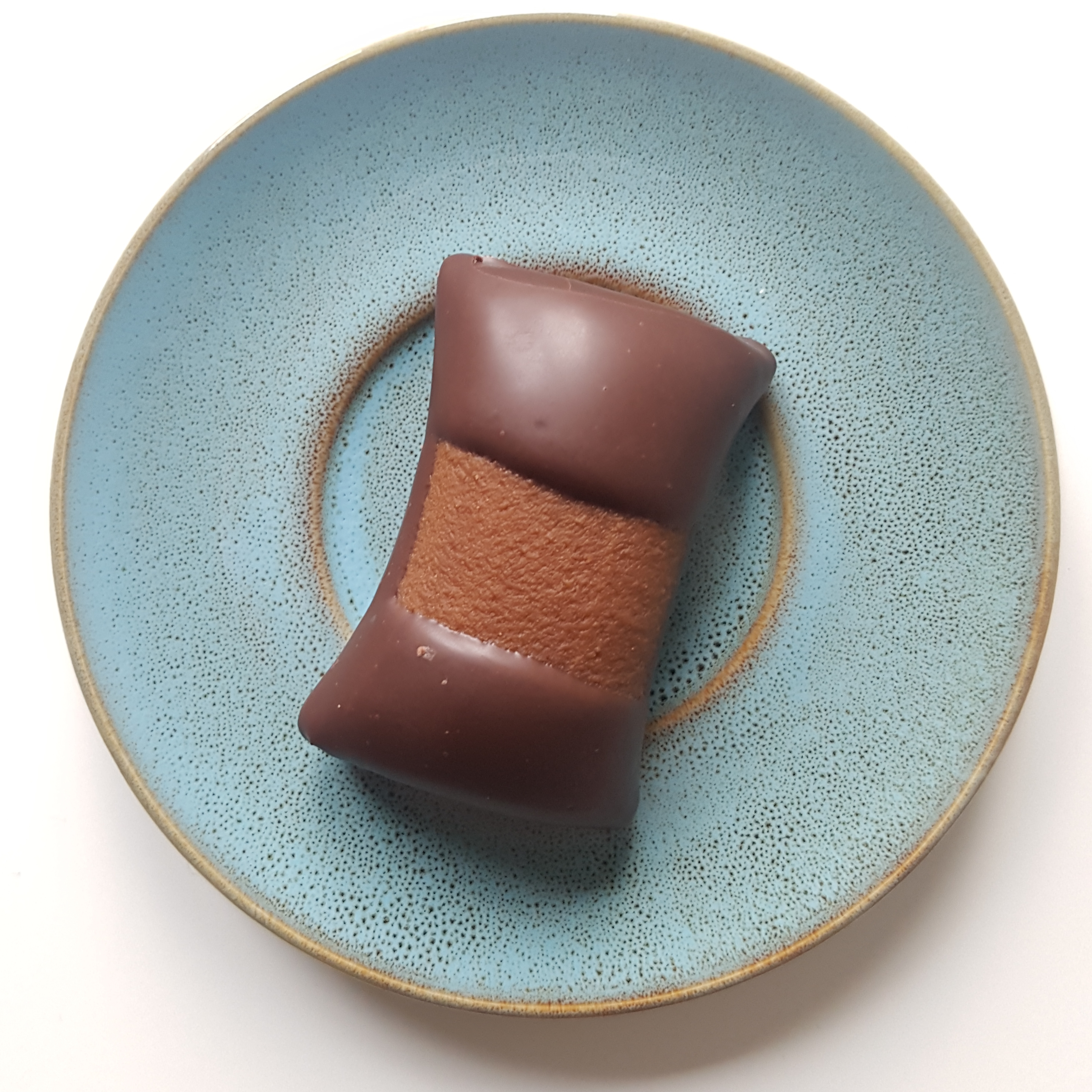
Pepparkaksrulle, variante natalizia del dammsugare